# Tam-Tam Pour L’Éthiope
Tam-Tam Pour L’Éthiope war ein aus zahlreichen bekannten afrikanischen und britischen Musikern bestehendes Hilfsprojekt im Stil von Band Aid, das 1984 die Benefizsongs für Afrika Tam-Tam Pour L'Éthiope, Starvation und Haunted aufgenommen hat. Organisiert wurde Tam-Tam Pour L'Éthiope von Manu Dibango.

## Song „Tam-Tam Pour L'Éthiope“
Der Song Tam-Tam Pour L'Éthiope wurde vom 21. bis 23. Dezember 1984 in den Pariser Davout and Accoustic Studios aufgenommen. Produzent war Manu Dibango. Unterstützt wurde das Projekt auch von Alpha Blondy, Bob Geldof, Jean-Marie Salaun, Hugues de Courson und Jean-Jacques Dufayet, wofür sich die Mitglieder des Projektes ausdrücklich auf der Plattenhülle bedankten.

### Musiker
- Gitarre: Samba N'go, Souzy Kasseya, Ioroma Sika, Jerry Malekani, Francis Mbappe
- Saxophon: Manu Dibango
- Kora: Mory Kante
- Schlagzeug: Boffi Banengola
- Piano: Ray Lema
- Synthesizer: Poto Doubongo, Ray Lema
- Shékere: Brice Wouassi, Marcel De Suza
- Congas: Ismael Toure
- Percussion: Nino Gioia
- Talking drums: King Sunny Ade

### Sänger
- King Sunny Ade
- Sylvaine Amix
- Canat Ballou
- Bovick
- Georgia Dibango
- Sylvie Etenna
- Ismaël Lô
- Souzy Kasseya
- Dou Kaya
- Salif Keïta (Les Ambassadeurs)
- Ousmane Touré Kunda
- M'pongo Lave
- Ray Lema
- Valery Lobe
- Hugh Masekela
- Malopoets
- M'Bamina
- Moona
- Willy Ngeh Nfor
- Yves N'Djock
- Youssou N’Dour
- Toni Mbaichi
- Pamelo
- Kialla Peple (Ghetto Blaster)
- Sarah
- Mutela Shakara (Bobongo Star)
- Sheena Williams
- Elolongue Sissi
- Sixu
- Tagus (Les Ambassadeurs)
- André Marie Tala
- Florence Titty
- Zao

### Gesungene Sprachen
Gesungen wird in den afrikanischen Sprachen Douala, Lingala, Malinke, Wolof und Swahili. Hier die Liste der jeweiligen Sänger:
- Textpassagen und Gesang auf Douala: Florence Titty, Elolongue Sissi, Georgia Dibango
- Textpassagen und Gesang auf Lingala: M'Bamina
- Textpassagen und Gesang auf Malinke: Salif Keïta
- Textpassagen und Gesang auf Wolof: Ismaël Lô, Sixu, Ousmane Touré Kunda
- Textpassagen und Gesang auf Swahili: Bovick, Souzy Kasseya, Ray Lema

## Song „Starvation“
Der Song Starvation war der Beitrag zahlreicher britischer Musiker zu diesem Benefizprojekt. Produziert wurde der Song von Jerry Dammers, aufgenommen wurde er bei Liquidator.

### Musiker/Sänger
- UB40
- Madness
- The Pioneers
- The Specials
- General Public
- Dick Cuthell
- Annie Whitehead
- Afrodiziak
- Gasper Lawal

## Song „Haunted“
Haunted ist ein Song von Dick Cuthell und Afrodiziak, der zusätzlich mit auf der 12"-Single von Tam-Tam Pour L'Éthiope enthalten ist.